# Jutrosin
Pour l’article homonyme, voir Jutrosin (Poméranie-Occidentale).
Jutrosin (prononciation : [juˈtrɔɕin]) est une ville de la voïvodie de Grande-Pologne et du powiat de Rawicz.
Elle est située à environ 22 kilomètres à l'est de Rawicz, siège du powiat, et à 86 kilomètres au sud de Poznań, capitale de la voïvodie de Grande-Pologne.
Elle est le siège administratif de la gmina de Jutrosin.
Elle s'étend sur 1,62 km2.

## Géographie

Plan de la ville.

La ville de Jutrosin est située au sud de la voïvodie de Grande-Pologne, à la limite de la voïvodie de Basse-Silésie, ainsi qu'avec la région historique et géographique de Silésie. La rivière Orla (de), affluent de la Barycz et donc sous-affluent de l'Oder, passe par la ville. Jutrosin s'étend sur 1,62 km2.

## Histoire
De 1815 à 1920, Alt Sielec fait partie de l'arrondissement de Kröben, puis à partir de 1887 de l'arrondissement de Rawitsch dans le district de Posen au sein de la province de Posnanie.
De 1975 à 1998, la ville faisait partie du territoire de la voïvodie de Leszno. Depuis 1999, la ville fait partie du territoire de la voïvodie de Grande-Pologne.

## Monuments
- l'église paroissiale Sainte-Élisabeth (pl), construite au début du XXe siècle ;
- l'église cimetériale en colombages de la sainte Croix, construite en 1777 ;
- l'hôtel de ville, construit en 1840.

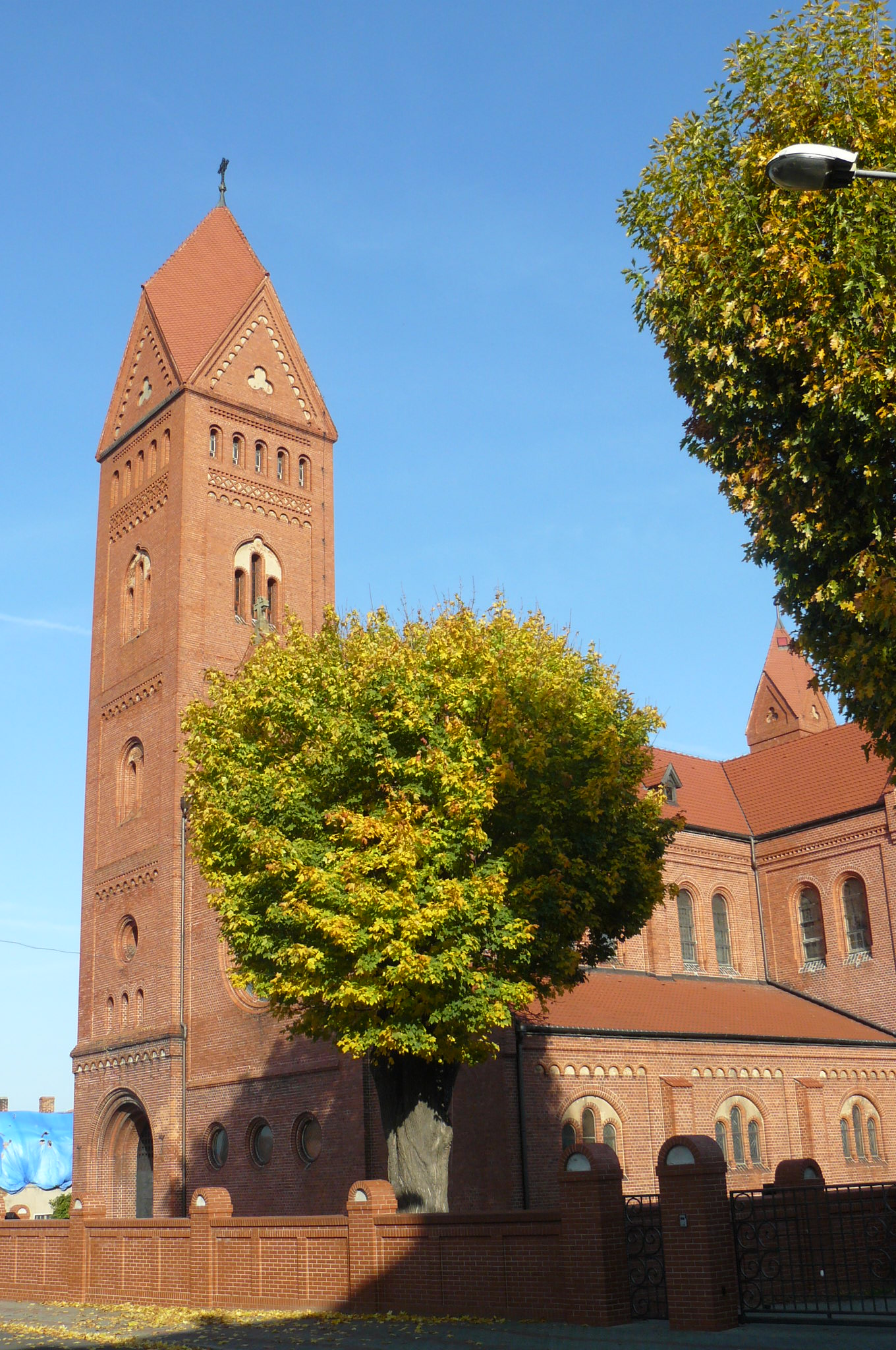
L'église paroissiale.
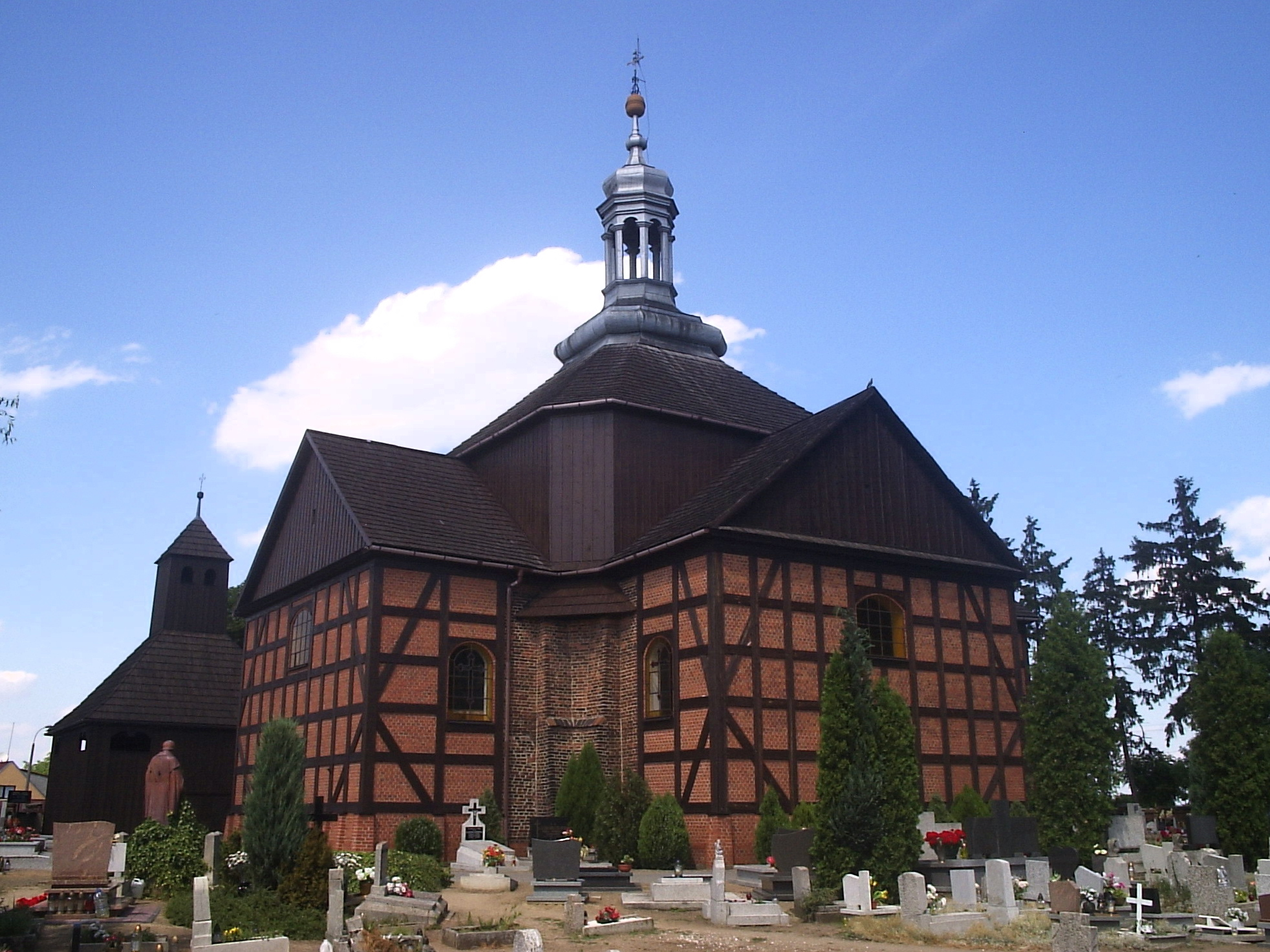
L'église cimetériale.
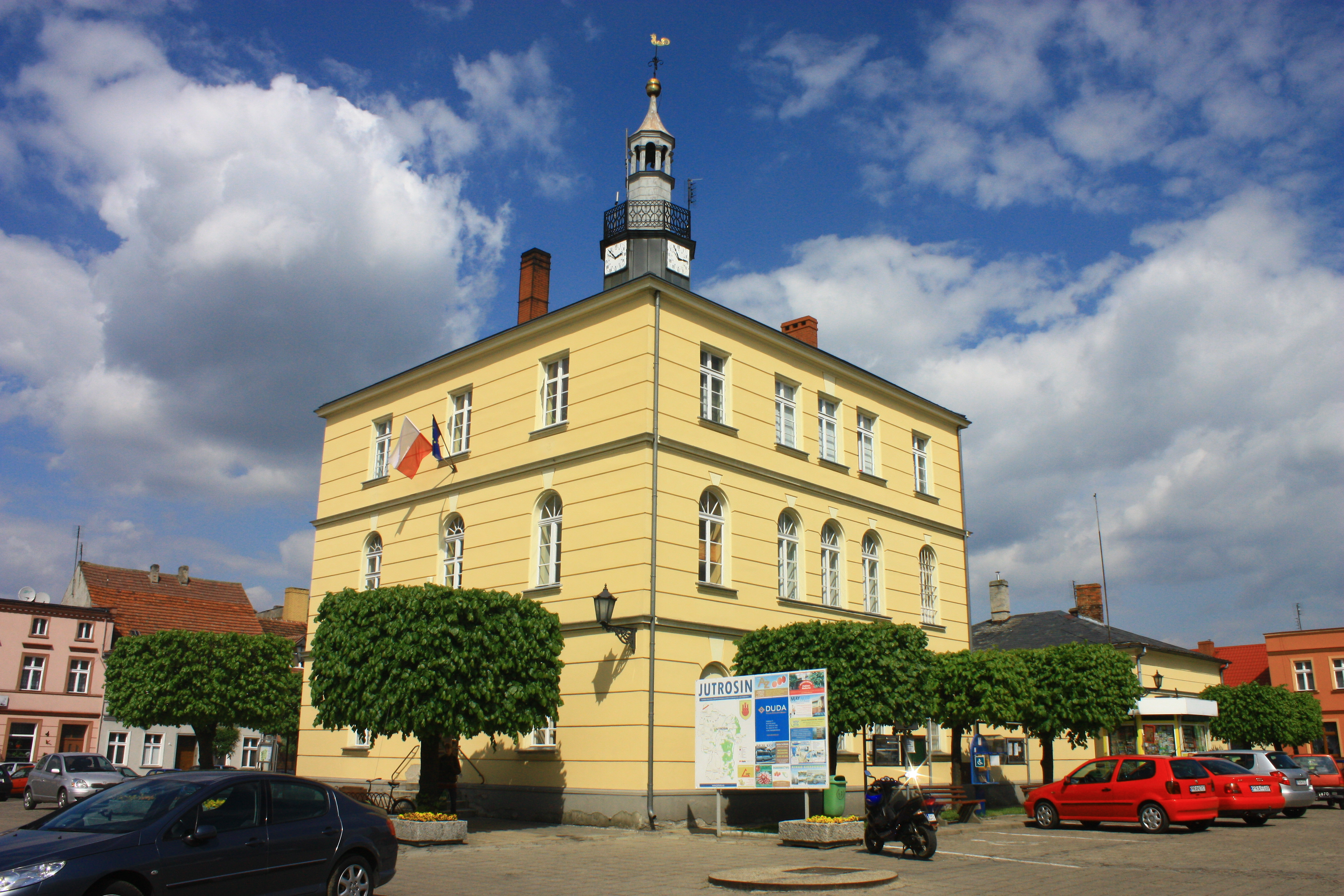
L'hôtel de ville.

## Voies de communication
Aucune route principale ne passe par la ville.

La route principale la plus proche est la route nationale polonaise 36 (qui relie Ostrów Wielkopolski à Prochowice), qui passe à environ 6 km au nord de la ville.